# Хамрун Спартанс
ФК «Хамрун Спартанс» (мальт. Ħamrun Spartans Football Club) — мальтійський футбольний клуб з міста Хамрун, заснований у 1907 році. Виступає у Прем'єр-лізі. Домашні матчі приймає на стадіоні «Віктор Тедеско», місткістю 2 000 глядачів.

## Історія
Клуб був заснований у 1907 році і швидко став одним із провідних у країні, завдяки чому вже у сезоні 1913/14 здобувши перший чемпіонський титул, обійшовши за кращою різницею голів клуб «Сент-Джордж». У сезоні 1917/18 клуб здобув другий чемпіонський титул, виграний у серії плей-оф. У 1920–30‑х відчувались труднощі, багато гравців залишали команду.
Натомість була сформована нова команда «Хамрун Ліберті», і всього за кілька років увійшла до еліти мальтійського футболу. Після повернення до Першого дивізіону в сезоні 1946/47 років клуб повернув назву на «Хамрун Спартанс» і у сезоні 1946/47 відразу виграли чемпіонат, а також Кубок Кассара.
У сезонах 1969/70 і 1973/74 команда вилітала з вищого дивізіону, але незабаром поверталася. Значний ривок стався у сезоні 1982/83, коли команда здобула перше чемпіонство за 36 років і перший Кубок країни.
У 1980–1990-ті роки команда була стабільним лідером, тричі вигравши чемпіонат Мальти (1987, 1988, 1991), шість разів — Кубок (1983, 1984, 1987, 1988, 1989, 1992) та чотири рази Суперпкубок. Вони також стали першою мальтійською командою, яка виграла обидва матчі домашнього та виїзного раундів у єврокубках, обігравши північноірландський клуб «Балліміна Юнайтед» у Кубку володарів кубків 1984/85.
У сезоні 1998/99 і на початку 2000‑х «Спартанс» знову понижувалися в класі, але успішно повертався до Прем'єр‑ліги. У сезоні 2012/14 клуб опустився навіть до третього дивізіону, що стало найгіршим результатом клубу в історії, але вже за підсумками сезону 2015/16 клуб повернувся до вищого дивізіону.
У сезоні 2020/21 команда виграла 8-й титул чемпіона після припинення чемпіонату через COVID‑19. Цей титул став першим для клубу за 30 років.
У 2021 році клуб був виключений з Ліги чемпіонів через справу про договірні матчі 2013 року.
У 2022 році «Спартанс» став першим мальтійським клубом, що вийшов до плей-оф кваліфікації єврокубків, пройшовши «Левскі» по пенальті, але програли там «Партизану», не пройшовши у груповий етап.
Надалі команда тричі поспіль ставала чемпіонами Мальти 2022/23, 2023/24 і 2024/25, довівши загальну кількість титулів до 11.
15 липня 2025 року вони стали першою мальтійською командою, що пройшла до другого кваліфікаційного раунду Ліги чемпіонів, перемігши «Жальгіріс» у драматичній серії пенальті з 28 ударів.

## Склад
Станом на 9 липня 2025
| №  | Поз. | Нац.        | Гравець            |
| -- | ---- | ----------- | ------------------ |
| 1  | ВР   | Мальта      | Генрі Бонелло      |
| 2  | ЗХ   | Бразилія    | Рафаел Компрі      |
| 3  | ЗХ   | Мальта      | Ніколай Мікаллеф   |
| 5  | ЗХ   | Мальта      | Свен Шеррі         |
| 6  | ПЗ   | Мальта      | Даніель Летербі    |
| 8  | ПЗ   | Мальта      | Матіас Гарсія      |
| 9  | НП   | Італія      | Саліу Тіун         |
| 10 | ПЗ   | Мальта      | Джозеф Мбонг       |
| 13 | ЗХ   | Італія      | Вінченцо Політо    |
| 17 | НП   | Італія      | Габріель Адрагна   |
| 19 | НП   | Кот-д'Івуар | Н'Дрі Філіпп Коффі |
| 20 | ПЗ   | Чорногорія  | Йован Чадженович   |
| 23 | ЗХ   | Мальта      | Кідін Хілі         |

| №  | Поз. | Нац.      | Гравець         |
| -- | ---- | --------- | --------------- |
| 24 | ВР   | Мальта    | Маттіас Дебоно  |
| 25 | ПЗ   | Бразилія  | Едер            |
| 27 | ПЗ   | Сербія    | Огнєн Б'єличич  |
| 28 | ПЗ   | Албанія   | Редон Міхана    |
| 33 | ПЗ   | Литва     | Домантас Шимкус |
| 45 | НП   | Італія    | Джуніор Джиле   |
| 47 | ПЗ   | Бельгія   | Муад Ель-Фаніс  |
| 77 | НП   | Швейцарія | Мерлін Хадзі    |
| 80 | НП   | Бразилія  | Джонні Роберт   |
| 88 | ПЗ   | Мальта    | Бйорн Бухагіар  |
| 91 | ЗХ   | Бразилія  | Емерсон         |
| 94 | ЗХ   | Мальта    | Раян Камензулі  |
| 98 | ВР   | Бразилія  | Селіо           |

## Тренери
- Лоллі Дебаттіста (1975–76)
- Денні Макленнан (1985–86)
- Лоллі Аквіліна (1987–89)
- Теренціо Полверіні (1989–90)
- Лоллі Дебаттіста (1990–93)
- Лоллі Аквіліна (1993–96)
- Ораціо Сорбелло (1996–97)
- Патрік Курмі (1997)
- Альфред Кутажар (1997)
- Ораціо Сорбелло (1998)
- Милисав Богданович (1998)
- Енді Вівілл (1999-2001)
- Атанас Марінов (2001–03)
- Патрік Курмі (2 липня 2003–1 жовтня 2003)[5]
- Гвенчо Добрев (8 жовтня 2003–10 березня 04)[6]
- Майкл Деджорджо (2004–24 лютого 05)[7]
- Атанас Марінов (8 липня 2006–2007)[8]
- Марко Герада (2007–08)
- Стів Д'Амато (жовтень 2008–11)
- Джесмонд Замміт (2011–12)
- Стефан Султана (Feb 2012–13)
- Джузеппе Форасассі (2013–14)
- Стів Д'Амато (2014–16)
- Жак Скеррі (2016–18)
- Джованні Тедеско (2018–19)
- Мануеле Блазі (2019–20)[9]
- Андреа Чіарамелла (2020)
- Марк Буттіджедж (2020–2022)
- Бранко Нишевич (2022–2023)[10]
- Лучано Дзаурі (2023–2024)
- Алессандро Ціннарі (травень 2024–квітень 2025)
- Вінстон Мускат (квітень 2025–червень 2025)
- Джакомо Модіка (червень 2025–)

## Стадіон
Клуб грає на стадіоні «Віктор Тедеско» відкритому 1996 року. Стадіон був реконструйований 2008 року і розширений 2012 року, здатний приймати до 2 000 глядачів, з штучним покриттям.

## Титули і досягнення
- Чемпіон Мальти (11): 1913–14, 1917–18, 1946–47, 1982–83, 1986–87, 1987–88, 1990–91, 2020–21, 2022–23, 2023–24, 2024–25
- Володар Кубка Мальти (6): 1982–83, 1983–84, 1986–87, 1987–88, 1988–89, 1991–92
- Володар Суперкубка Мальти (7): 1986–87, 1987–88, 1988–89, 1990–91, 1991–92, 2023, 2024
- Володар Кубка Кассара (2): 1947, 1949

## Виступи в єврокубках
| Сезон   | Змагання                     | Раунд | Суперник            | Вдома  | На виїзді | Разом            |
| ------- | ---------------------------- | ----- | ------------------- | ------ | --------- | ---------------- |
| 1983–84 | Кубок Європейських чемпіонів | 1Р    | Данді Юнайтед       | 0–3    | 0-3       | 0–6              |
| 1984–85 | Кубок володарів кубків       | 1Р    | Балліміна Юнайтед   | 2–1    | 1–0       | 3–1              |
| 1984–85 | Кубок володарів кубків       | 2Р    | Динамо Москва       | 0–1    | 0–5       | 0–6              |
| 1985–86 | Кубок УЄФА                   | 1Р    | Динамо Тирана       | 0–0    | 0–1       | 0–1              |
| 1987–88 | Кубок Європейських чемпіонів | 1Р    | Рапід Відень        | 0–1    | 0–6       | 0–7              |
| 1988–89 | Кубок Європейських чемпіонів | 1Р    | Тирана              | 2–1    | 0–2       | 2–3              |
| 1989–90 | Кубок володарів кубків       | 1Р    | Реал Вальядолід     | 0–1    | 0–5       | 0–6              |
| 1991–92 | Кубок Європейських чемпіонів | 1Р    | Бенфіка             | 0–6    | 0–4       | 0–10             |
| 1992–93 | Кубок володарів кубків       | КР    | Марибор             | 2–1    | 0–4       | 2–5              |
| 2022–23 | Ліга конференцій УЄФА        | 1КР   | Алашкерт            | 4–1    | 0–1       | 4–2              |
| 2022–23 | Ліга конференцій УЄФА        | 2КР   | Вележ               | 1–0    | 1–0       | 2–0              |
| 2022–23 | Ліга конференцій УЄФА        | 3КР   | Левські             | 0–1    | 2–1       | 2–2 (пен. 4:1)   |
| 2022–23 | Ліга конференцій УЄФА        | РПО   | Партизан            | 3–3    | 1–4       | 4–7              |
| 2023–24 | Ліга чемпіонів УЄФА          | 1КР   | Маккабі (Хайфа)     | 0–4    | 1–2       | 1–6              |
| 2023–24 | Ліга конференцій УЄФА        | 2КР   | Динамо (Тбілісі)    | 2–1    | 1–0       | 3–1              |
| 2023–24 | Ліга конференцій УЄФА        | 3КР   | Ференцварош         | 1–6    | 1–2       | 2–8              |
| 2024–25 | Ліга чемпіонів УЄФА          | 1КР   | Лінкольн Ред Імпс   | 0–1    | 1–0 дч    | 1–1 (пен. 4:5)   |
| 2024–25 | Ліга конференцій УЄФА        | 2КР   | Балкані             | 0–2    | 0–0       | 0–2              |
| 2025–26 | Ліга чемпіонів УЄФА          | 1КР   | Жальгіріс           | 2–0 дч | 0–2       | 2–2 (пен. 11:10) |
| 2025–26 | Ліга чемпіонів УЄФА          | 2КР   | Динамо (Київ)       | 0–3    | 0–3       | 0–6              |
| 2025–26 | Ліга Європи УЄФА             | 3КР   | Маккабі (Тель-Авів) | 1–2    | 1–3       | 2–5              |
| 2025–26 | Ліга конференцій УЄФА        | ПЛР   | РФШ                 |        |           |                  |